# Supercoppa italiana 2000 (pallacanestro maschile)
La Supercoppa italiana 2000 fu la 6ª supercoppa italiana di pallacanestro maschile.
Fu vinta da Virtus Roma e, per la prima volta, fu disputata da un numero diverso da 2 squadre, con la formula del challenge.

## Regolamento
Essendo previsto l'inizio del campionato solo al termine del Torneo olimpico di Sydney, l'edizione si tenne con formula allargata a 27 squadre (tutte le squadre di Serie A1 e Serie A2 della stagione 2000-2001, fatta eccezione per la Viola Reggio Calabria impegnata nel Torneo di Buenos Aires.
I campioni d'Italia uscenti della Fortitudo Bologna e i detentori della Coppa Italia Pall. Treviso attesero in semifinale le qualificate provenienti dal torneo challenge riservato alle altre 25 squadre.
Il torneo ebbe inizio il 4 settembre 2000 con l'incontro tra Pall. Cantù e Pall. Biella e terminò con le Final Four a Siena il 6 e 7 ottobre dello stesso anno.

## Formula
- 8 gironi eliminatori (sette da 3 squadre, e uno da 4 squadre); una qualificata per ogni girone.
- Ottavi di finale (andata e ritorno).
- Quarti di finale (andata e ritorno).
- Final Four (eliminazione diretta).

Qualificate di diritto alle Final Four sono:
- PAF Bologna (campione d'Italia 1999-2000)
- Benetton Treviso (vincente della Coppa Italia 2000)

## Risultati

### Fase a gironi

#### Girone A
| Squadra 1         | Totale | Squadra 2     | Andata | Ritorno |
| ----------------- | ------ | ------------- | ------ | ------- |
| Pall. Messina     |        | Virtus Ragusa | 77-72  | 75-77   |
| Scandone Avellino |        | Pall. Messina | 93-81  | 94-89   |
| Scandone Avellino |        | Virtus Ragusa | 107-83 | 103-100 |

#### Girone B
| Squadra 1      | Totale | Squadra 2      | Andata | Ritorno |
| -------------- | ------ | -------------- | ------ | ------- |
| Virtus Roma    |        | Scafati Basket | 100-77 | 74-82   |
| Scafati Basket |        | Basket Napoli  | 79-83  | 70-80   |
| Virtus Roma    |        | Basket Napoli  | 74-63  | 83-81   |

#### Girone C
| Squadra 1        | Totale | Squadra 2        | Andata | Ritorno |
| ---------------- | ------ | ---------------- | ------ | ------- |
| Montecatini S.C. |        | Basket Livorno   | 57-95  | 62-84   |
| Basket Livorno   |        | Mens Sana Siena  | 57-68  | 77-78   |
| Mens Sana Siena  |        | Montecatini S.C. | 95-46  | 94-84   |

#### Girone D
| Squadra 1       | Totale | Squadra 2       | Andata | Ritorno |
| --------------- | ------ | --------------- | ------ | ------- |
| Fabriano Basket |        | Pall. Roseto    | 67-64  | 89-96   |
| Pall. Roseto    |        | Jesi Academy    | 75-74  | 100-88  |
| Jesi Academy    |        | Fabriano Basket | 78-75  | 68-78   |

#### Girone E
| Squadra 1           | Totale | Squadra 2     | Andata | Ritorno |
| ------------------- | ------ | ------------- | ------ | ------- |
| Pr. Castel Maggiore |        | V.L. Pesaro   | 78-77  | 70-107  |
| Pr. Castel Maggiore |        | Basket Rimini | 92-87  | 89-81   |
| V.L. Pesaro         |        | Basket Rimini | 102-78 | 97-76   |

#### Girone F
| Squadra 1      | Totale | Squadra 2      | Andata | Ritorno |
| -------------- | ------ | -------------- | ------ | ------- |
| Virtus Bologna |        | Pall. Reggiana | 77-61  | 88-71   |
| A. Costa Imola |        | Virtus Bologna | 74-86  | 83-93   |
| Pall. Reggiana |        | A. Costa Imola | 66-83  | 75-83   |

#### Girone G
| Squadra 1           | Totale | Squadra 2        | Andata | Ritorno |
| ------------------- | ------ | ---------------- | ------ | ------- |
| Amici Pall. Udinese |        | Scaligera Verona | 91-98  | 89-88   |
| Amici Pall. Udinese |        | Pall. Trieste    | 97-87  | 54-92   |
| Pall. Trieste       |        | Scaligera Verona | 54-82  | 80-63   |

#### Girone H
| Squadra 1      | Totale | Squadra 2      | Andata | Ritorno |
| -------------- | ------ | -------------- | ------ | ------- |
| Pall. Cantù    |        | Pall. Biella   | 87-88  | 86-83   |
| Olimpia Milano |        | Pall. Biella   | 84-95  | 80-74   |
| Olimpia Milano |        | Pall. Cantù    | 80-72  | 90-93   |
| Pall. Cantù    |        | Pall. Varese   | 77-67  | 83-102  |
| Pall. Varese   |        | Pall. Biella   | 87-79  | 96-98   |
| Pall. Varese   |        | Olimpia Milano | 103-71 | 86-67   |

### Ottavi di finale
| Squadra 1         | Totale  | Squadra 2        | Andata | Ritorno |
| ----------------- | ------- | ---------------- | ------ | ------- |
| Scandone Avellino | 154-161 | Virtus Roma      | 79-79  | 75-82   |
| Pall. Roseto      | 121-134 | Mens Sana Siena  | 65-62  | 56-72   |
| V.L. Pesaro       | 149-158 | Virtus Bologna   | 80-73  | 69-85   |
| Pall. Varese      | 149-162 | Scaligera Verona | 81-65  | 68-97   |

### Quarti di finale
| Squadra 1        | Totale  | Squadra 2       | Andata | Ritorno |
| ---------------- | ------- | --------------- | ------ | ------- |
| Virtus Roma      | 149-136 | Mens Sana Siena | 87-73  | 62-63   |
| Scaligera Verona | 133-168 | Virtus Bologna  | 77-81  | 56-87   |

### Final Four
|  | Semifinali | Semifinali        | Semifinali |                |             | Finale | Finale | Finale |  |
|  |            |                   |            |                |             |        |        |        |  |
|  |            | Virtus Roma       | 83         |                |             |        |        |        |  |
|  |            | Virtus Roma       | 83         |                |             |        |        |        |  |
|  |            | Fortitudo Bologna | 80         |                |             |        |        |        |  |
|  |            | Fortitudo Bologna | 80         |                | Virtus Roma | 82     |        |        |  |
|  |            |                   |            |                | Virtus Roma | 82     |        |        |  |
|  |            |                   |            | Virtus Bologna | 78          |        |        |        |  |
|  |            | Virtus Bologna    | 81         | Virtus Bologna | 78          |        |        |        |  |
|  |            |                   |            |                |             |        |        |        |  |
|  |            | Pall. Treviso     | 72         |                |             |        |        |        |  |